# Jürgen Bartsch
Jürgen Bartsch, född Karl-Heinz Sadrozinski 6 november 1946 i Essen, död 28 april 1976 i Lippstadt, var en västtysk seriemördare som mördade fyra pojkar mellan 8 och 13 år och försökte döda en femton år gammal pojke. Fallet med denna sexualförbrytare var det första i tysk jurisdiktionshistoria som inkluderade psykosociala faktorer från den tilltalade, som kom från en våldsam tidig miljö, för att fastställa straffet. Vid arresteringen erkände Bartsch öppet sina brott. Han dömdes till livstids fängelse den 15 december 1967 av den regionala domstolen i Wuppertal. Inledningsvis fastställdes domen efter överklagande. Men 1971 återlämnade Högsta domstolen ärendet till Landgericht Düsseldorf, som reducerade straffet till 10 års ungdomsfängelse och lät Bartsch placeras under psykiatrisk vård i Eickelborn. Där gifte han sig med Gisela Deike från Hannover den 2 januari 1974.  

## Uppväxt
Bartsch föddes som ett oäkta barn vars födelsemor dog i tuberkulos fem månader efter hans födelse, och så tillbringade han de första månaderna av sitt liv med att vårdas av sjuksköterskor. Vid 11 månader adopterades han av en slaktare och hans fru i Langenberg (idag Velbert-Langenberg), som gav honom namnet Jürgen Bartsch. Bartschs adoptivmamma, som led av tvångssyndrom, var fixerad vid renlighet. Han fick inte leka med andra barn för att han inte skulle bli smutsig. Detta fortsatte in i vuxen ålder; hans mamma badade honom personligen tills han var 19. Vid 10 års ålder började Bartsch skolan. Eftersom det enligt föräldrarnas uppfattning inte var tillräckligt strikt flyttades han till en katolsk internatskola.
Bartsch blev fysiskt misshandlad som bebis och upptäcktes ofta med synliga ärr och blåmärken. Hans mamma slog honom också fysiskt, ofta i samma rum där hans pappa, slaktaren, styckade kadaver. Han hölls inspärrad i en underjordisk källare i sex år och blev även sexuellt utnyttjad av sin mamma under badsessioner. Bartsch utsattes för sexuella övergrepp av sin trettonåriga kusin när han bara var åtta år gammal och misshandlades också senare av sin lärare när han var tretton år gammal.

## Mord
Bartsch började döda vid femton års ålder. Hans första offer var Klaus Jung som mördades 1962. Hans nästa offer var Peter Fuchs som dödades tre år senare 1965. Han övertalade alla sina offer att följa med honom till ett övergivet skyddsrum, där han tvingade dem att klä av sig och sedan misshandlade dem sexuellt. Han styckade sina fyra första offer. Hans tilltänkta femte offer, 15-årige Peter Frese, klarade sig dock genom att bränna igenom sina bindningar med ett ljus som Bartsch hade lämnat brinna efter att ha lämnat det härbärge som han har hållit sina offer i. Bartsch arresterades 1966.

## Domar
Vid arresteringen erkände Bartsch öppet sina brott. Han dömdes till livstids fängelse den 15 december 1967 av den regionala domstolen i Wuppertal ( Landgericht Wuppertal ). Inledningsvis fastställdes domen efter överklagande. Men 1971 återförde Tysklands förbundsdomstol ärendet till Landgericht Düsseldorf, som reducerade straffet till 10 års ungdomsfängelse och lät Bartsch placeras under psykiatrisk vård i Eickelborn. Där gifte han sig med Gisela Deike från Hannover den 2 januari 1974.

## Död
Rättspsykiatrikerna övervägde olika terapikoncept: psykoterapi, kastrering och till och med psykokirurgi. Bartsch vägrade till en början all operation men gick till slut med på frivillig kastrering den 28 april 1976 för att undvika livstidsfängelse på mentalsjukhus. Detta var ungefär tio år efter fängelse, två år efter hans äktenskap och efter att hans depressiva tillstånd inte förbättrades. Läkarna vid Eickelborn Förbundslandsjukhus valde en kastreringsmetod som av misstag resulterade i Bartschs död. En officiell obduktion och utredning fastställde att Bartsch hade blivit berusad med en överdos av halotan (faktor 10) på grund av ett misstag under operationen.